# 브리짓 마쿼트

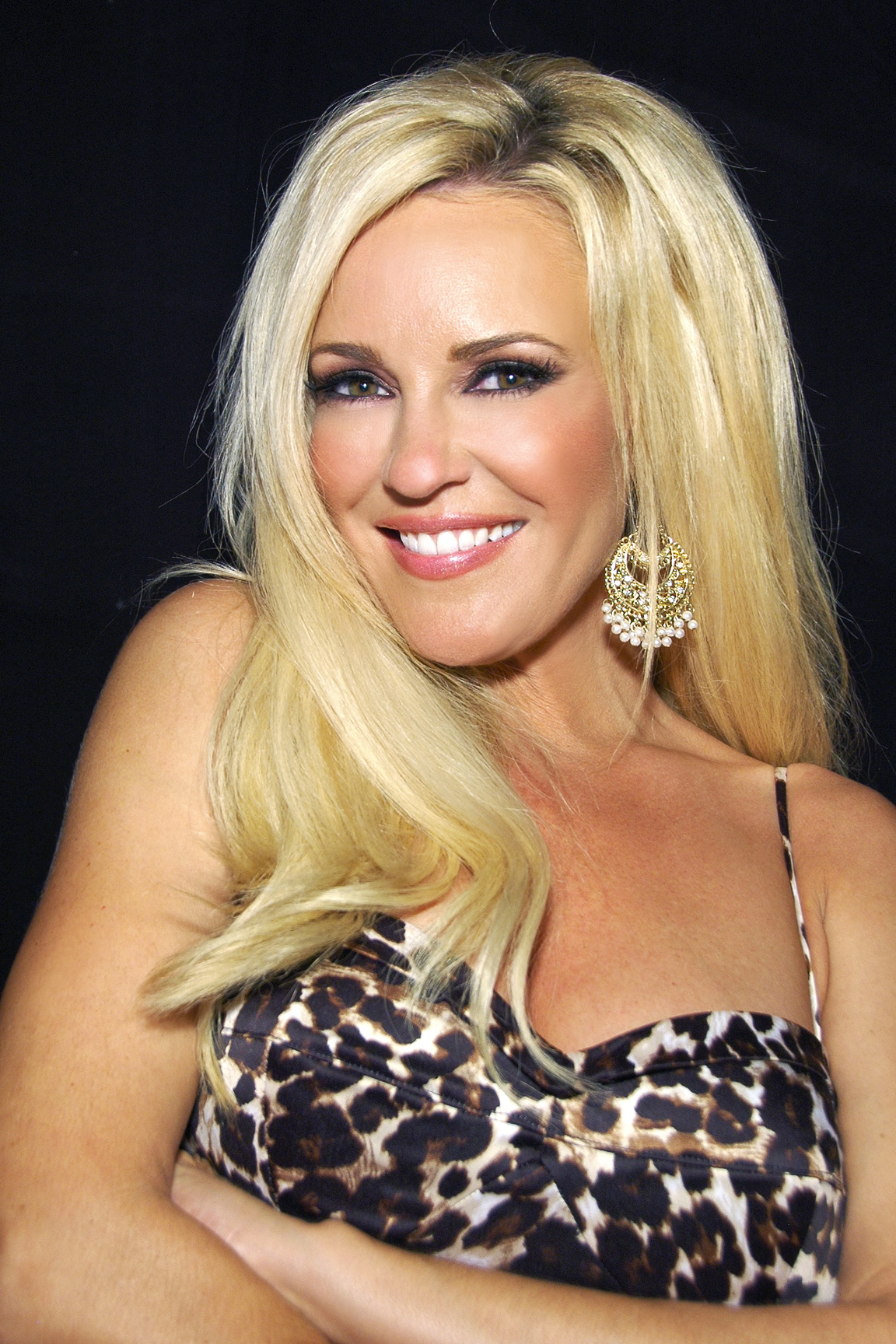
브리짓 마쿼트

브리짓 마쿼트(영어: Bridget Marquardt, 1973년 9월 25일 ~ )은 미국의 모델이다.

## 참여 작품

### 영화
- 참을 수 없는 사랑 (2003년 영화)
- 무서운 영화 4
- 하우스 버니

### 텔레비전
- 커브 유어 엔수지애즘
- 안투라지 (2004년 드라마)
- 로봇 치킨
- 아이덴티티 (텔레비전 게임 쇼)
- 제너럴 호스피털
- 타이라 뱅크스 쇼
- 엘런 드제너러스 쇼
- WWE 러
- 투데이 (미국의 텔레비전 프로그램)

### 비디오 게임
- 포스탈 3